# Jardines de San Miguel
Jardines de San Miguel är en ort i Mexiko.   Den ligger i kommunen Tula de Allende och delstaten Hidalgo, i den sydöstra delen av landet, 60 km norr om huvudstaden Mexico City. Jardines de San Miguel ligger 2 133 meter över havet och antalet invånare är 177.
Terrängen runt Jardines de San Miguel är huvudsakligen kuperad, men den allra närmaste omgivningen är platt. Runt Jardines de San Miguel är det ganska tätbefolkat, med 155 invånare per kvadratkilometer. Närmaste större samhälle är Colonia Santa Teresa, 15,8 km sydost om Jardines de San Miguel. I omgivningarna runt Jardines de San Miguel växer huvudsakligen savannskog.